# Ischnura spinicauda
Ischnura spinicauda là một loài chuồn chuồn kim trong họ Coenagrionidae.
Ischnura spinicauda được Brauer miêu tả khoa học năm 1865.